# 26909 Lefschetz
26909 Lefschetz (1996 HY1) là một tiểu hành tinh vành đai chính được phát hiện ngày 24 tháng 4 năm 1996 bởi P. G. Comba ở Prescott.